# معالجة (كيمياء حيوية)
هو مصطلح في مجال الكيمياء الحيوية يصف  على حد سواء التعديلات بعد النسخية على  الحمض النووي الريبوزي (RNA) وكذلك التغييرات على البروتينات أو بشكل ادق على عديد الببتيد (معالجة عديد الببتيد).
المعالجة هي عملية مهمة جداً لإنتاج بروتينات فعالة لإنتاج الطيف الأوسع من البروتينات على الإطلاق.

## معالجة الرنا
جميع التعديلات تتم على mRNA (الرسول) لإنتاج mRNA الناضج داخل النواة وبعد ذلك تتم عملية النقل إلى السيتوبلازم للبدأ بعملية الترجمة.
تتضمن عملية المعالجة عدة خطوات، تلخص بما يلي:
- إضافة البادئة 5 : بعد وقت قصير من بدء النسخ تبدأ عملية تخليق القبعة 5' وهي عملية يتم فيها إضافة جزيئات جوانين معدلة على النهاية 5'من جزيئ mRNA هذه البادئة تحمي mRNA من الهضم الانزيمي
- تذييل بعديد الأدينيلات: عملية إضافة مجموعة من القاعدة النيتروجينية أدينين على النهاية 3' نهاية قبل مرنا (تصل إلى 250 نيوكليتيدة). يساعد التذييل على نقل جزيء mRNA إلى السيتوبلازم ويحميه كذلك من الهضم الانزيمي.
- تحرير الرنا (بالإنجليزية RNA-Editing): عملية تغيير قاعدة نيتروجينية أو أكثر. قد تؤدي عملية التغيير البسيطة لإنتاج بروتين مختلف كليياً كما لو كان الحال بدون هذا التغيير، أحد أشهر الأمثلة على هذه العملية هي إنتاج صميم البروتين الشحمي Apo48 من Apo100، عن طريق تغيير قاعدة نيتروجينية واحدة ما يؤدي لإنتاج كودون ايقاف بدلاً من كودون لصنع الجلوتامين.
- التوصيل: إزالة الانترونات وتوصيل الاكسونات المتجاورة.

## معالجة البروتين
بعد عملية الترجمة يمكن ان تتم عملية معالجة على عديد الببتيد الناتج لإنتاج البروتينات الفاعلة مثلاَ إزالة جزء من الأحماض الأمينية أو الفسفرة أو إضافة أجزاء سكر والعديد غيرها من العمليات.